# ICTV (Ucraina)
ICTV è un'emittente televisiva privata ucraina, di proprietà della StarLightMedia Group.  La sua area di copertura permette di ricevere il segnale da 56,6% della popolazione ucraina, rendendo il quarto canale in termini di copertura.
Il canale è di proprietà di diverse strutture di business collegate all'uomo d'affari ucraino Viktor Pinchuk. È andato in onda per la prima volta il 15 giugno 1992 e dal 1995 ha trasmesso 24 ore al giorno.
Dopo la Crisi di Crimea del 2014 le trasmissioni ICTV a Sebastopoli si sono concluse il 9 marzo 2014, alle 14:30.

## Critica
Dal 2014 il canale ICTV è stato criticato per la trasmissione di serie russe. Secondo i risultati del monitoraggio degli attivisti della campagna "Boycott Russian Films" di settembre, questo canale ha trasmesso 7 ore e 40 minuti di contenuto russo al giorno. Alla fine del mese, la parte del contenuto di origine russa ha avuto il 43% di share di tutti i tempi di trasmissione. Inoltre, secondo gli attivisti, ICTV mostra quasi la maggior quantità di serials riguardo all'applicazione della legge e all'esercito russo.